# Ahaetulla nasuta
Ahaetulla nasuta är en ormart som beskrevs av Pierre Joseph Bonnaterre 1790.
Ahaetulla nasuta ingår i släktet Ahaetulla och familjen snokar. Inga underarter finns listade i Catalogue of Life. Arten förekommer i Sydostasien från Indien och Sri Lanka till Vietnam. Honor lägger inga ägg utan föder 5 till 15 levande ungar per tillfälle.

## Bildgalleri

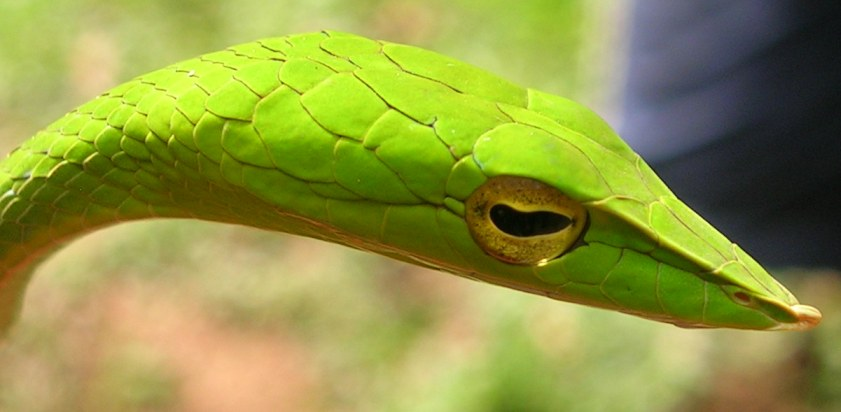
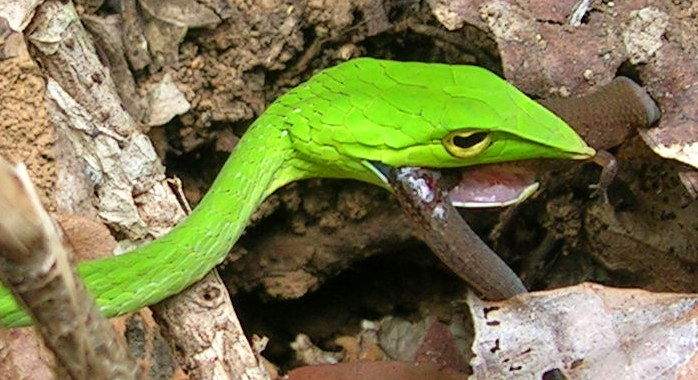
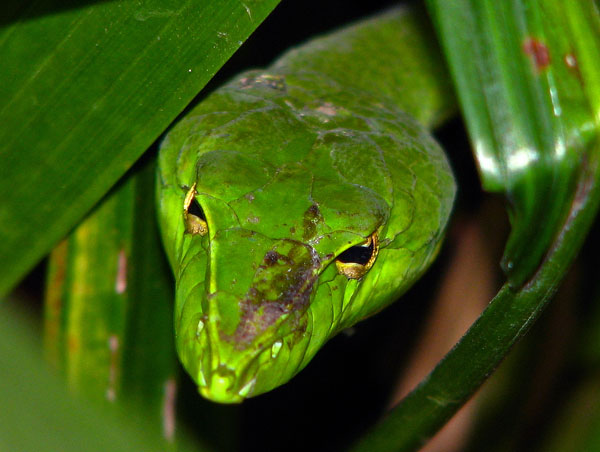
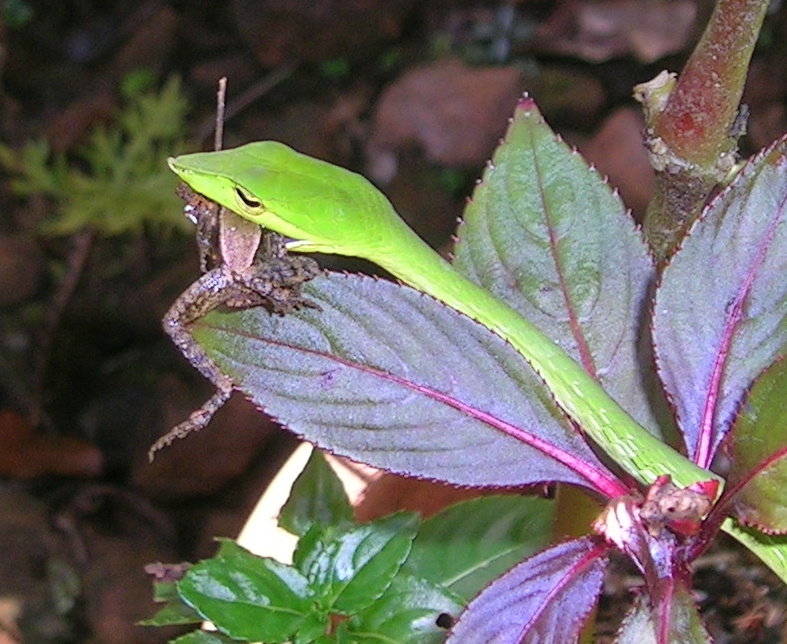
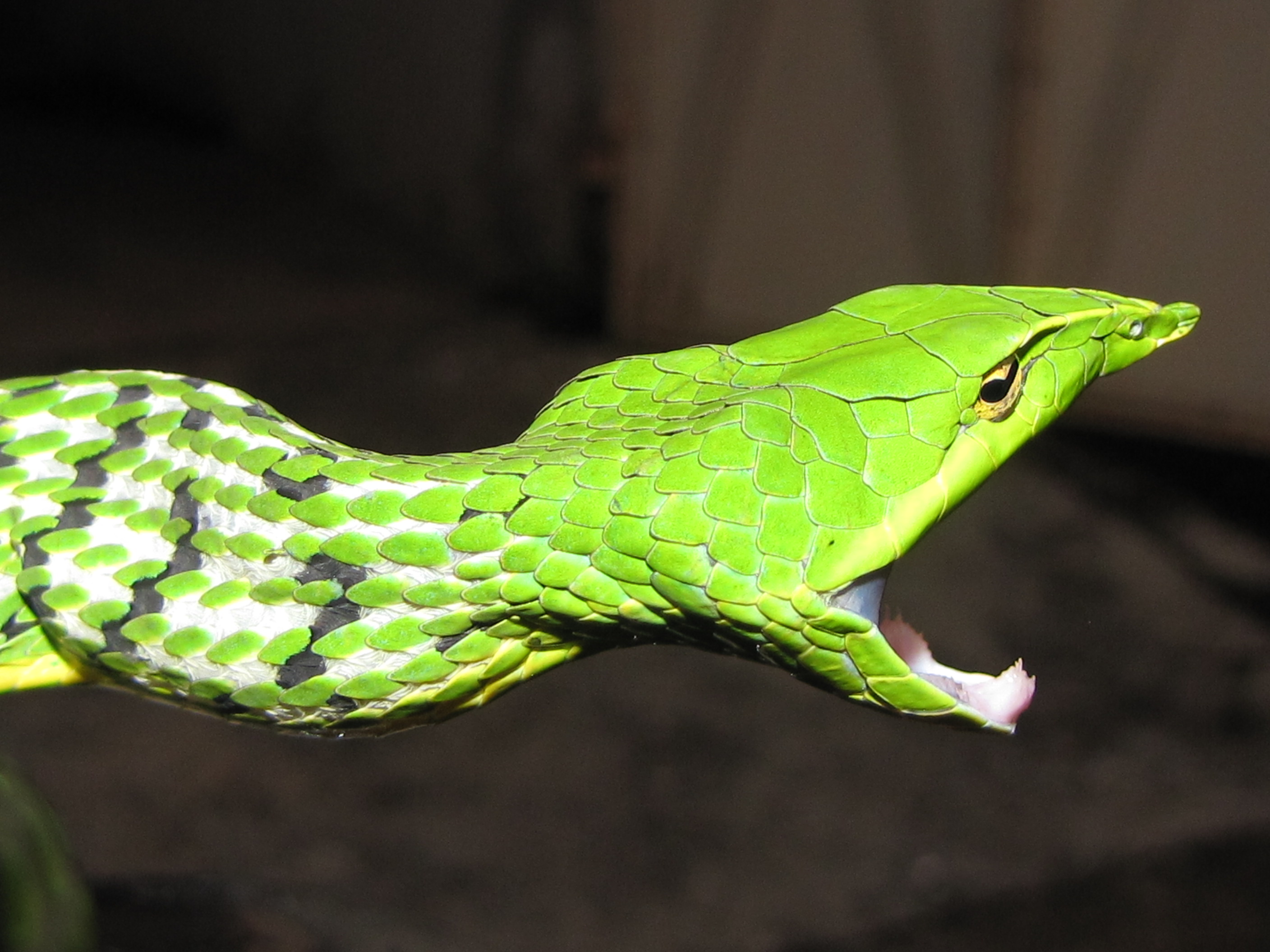